# Elsa Guðrún Jónsdóttir
Elsa Guðrún Jónsdóttir (ur. 4 sierpnia 1986 w Ólafsfjörður) – islandzka biegaczka narciarska, zawodniczka klubu Ólafsfjoerður.

## Kariera
Po raz pierwszy na arenie międzynarodowej pojawiła się w 11 grudnia 2004 roku, podczas zawodów Pucharu Skandynawskiego w norweskiej miejscowości Veldre, gdzie zajęła 67. na dystansie 10 km stylem klasycznym. W Pucharze Świata jeszcze nie zadebiutowała. Startuje głównie z zawodach rangi FIS Race. Na początku lutego 2017 wygrała zawody FIS w stolicy swojego kraju Reykjavíku. W styczniu 2018 wygrała zawody rangi FIS w Ísafjörður.

## Osiągnięcia

### Igrzyska olimpijskie
| Miejsce | Dzień     | Rok  | Miejscowość | Konkurencja           | Czas biegu  | Strata      | Zwyciężczyni  |
| ------- | --------- | ---- | ----------- | --------------------- | ----------- | ----------- | ------------- |
| 78.     | 15 lutego | 2018 | Pjongczang  | 10 km stylem dowolnym | 25:00,5 min | +6:12,3 min | Ragnhild Haga |

### Mistrzostwa świata
| Miejsce | Dzień     | Rok  | Miejscowość | Konkurencja             | Czas biegu  | Strata      | Zwyciężczyni           |
| ------- | --------- | ---- | ----------- | ----------------------- | ----------- | ----------- | ---------------------- |
| 61.     | 23 lutego | 2017 | Lahti       | Sprint stylem dowolnym  | 3:02,34 min | —           | Maiken Caspersen Falla |
| 49.     | 25 lutego | 2017 | Lahti       | 15 km bieg łączony      | 37:57,5 min | +9:42,1 min | Marit Bjørgen          |
| 67.     | 28 lutego | 2017 | Lahti       | 10 km stylem klasycznym | 25:24,9 min | +7:16,5 min | Marit Bjørgen          |

### Mistrzostwa świata juniorów
| Miejsce | Dzień       | Rok  | Miejscowość | Konkurencja            | Czas biegu  | Strata      | Zwyciężczyni    |
| ------- | ----------- | ---- | ----------- | ---------------------- | ----------- | ----------- | --------------- |
| 52.     | 31 stycznia | 2006 | Kranj       | Sprint stylem dowolnym | —           | —           | Astrid Jacobsen |
| 57.     | 1 lutego    | 2006 | Kranj       | 5 km stylem klasycznym | 13:57,9 min | +2:10,9 min | Astrid Jacobsen |
| 65.     | 3 lutego    | 2006 | Kranj       | 10 km bieg łączony     | 29:12,2 min | +4:24,5 min | Charlotte Kalla |